# Distretto di Oropesa (Apurímac)
Il distretto di Oropesa è un distretto del Perù nella provincia di Antabamba (regione di Apurímac) con 2.518 abitanti al censimento 2007 dei quali 1.432 urbani e 1.086 rurali.
È stato istituito il 2 gennaio 1857.